# Проданов Євген Євгенович
Євген Євгенович Проданов (нар. 24 січня 1998, Маріуполь, Україна) — український футболіст, півзахисник.

## Життєпис
Народився в Маріуполі, вихованець місцевої «Азовсталі». Перший тренер — Герман Геннадійович Путря. У ДЮФЛУ захищав кольори «Азовсталі» та донецького «Шахтаря», у футболках яких зіграв 80 матчів та відзначився 16-ма голами.
Першим професіональним клубом у кар'єрі Євгена став донецький «Шахтар», за юнацьку команду якого зіграв 28 матчів. На початку березня 2017 року відправився в оренду до «Маріуполя». Проте одразу ж був відправлений до другої команди «приазовців», у футболці якої дебютував 18 березня 2017 року в переможному (2:0) виїзному поєдинку 21-го туру Другої ліги проти «Арсенал-Київщини». Євген вийшов на поле на 46-й хвилині, замінивши Олександра Козака. Дебютним голом за нову команду відзначився 26 березня того ж року на 23-й хвилині переможного (2:0) домашнього поєдинку 22-го туру Другої ліги проти франківського «Прикарпаття». Проданов вийшов на поле в стартовому складі, а на 69-й хвилині його замінив Владислав Бабій. У другій половині сезону 2016/17 років у складі «Іллічівця-2» у Другій лізі зіграв 11 матчів та відзначився 2-ма голами. У зв'язку з виходом «Іллічівця», який було перейменовано на ФК «Маріуполь», до Прем'єр-ліги, клуб зобов'язаний був зареєструватися для участі у Молодіжній першості та Юнацькому чемпіонаті. Відповідно, кістяк команди «Іллічівець-2» було перевдено до складу команд U-21 та U-19 клубу «Маріуполь». Серед гравців, які були переведені до молодіжної команди, був і Євген Проданов. У сезоні 2017/18 років виступав за «молодіжку» Маріуполя, зіграв 19 матчів. Наступний сезон також розпочав у молодіжній команді. За першу команду «Маріуполя» дебютував 31 жовтня 2018 року в програному (1:3) виїзному поєдинку 1/8 фіналу кубку України проти петрівського «Інгульця». Євген вийшов на поле в стартовому складі, а на 46-й хвилині його замінив Іван Семеніхін. У Прем'єр-лізі дебютував за «городян» 28 квітня 2019 року в програному (0:1) виїзному поєдинку 26-го туру проти донецького «Шахтаря». Проданов вийшов на поле на 85-й хвилині, замінивши Владислава Вакулу. Проте більшу частину ігрового часу провів саме в молодіжній команді, у складі якої зіграв 24 матчі та відзначився 6-а голами.
24 липня 2019 року став гравцем «Металіста 1925» на правах оренди з «Маріуполя». Дебютував у футболці харківського клубу 27 липня 2019 року в переможному (1:0) домашньому поєдинку 1-о туру Першої ліги проти петрівського «Інгульця». Проданов вийшов на поле в стартовому складі, а на 60-й хвилині його замінив Сергій Романов.